# Presură mică
Presura mică (Emberiza pusilla) este o pasăre cântătoare mică din familia Emberizidae, ordinul paseriformelor. 

## Taxonomie
Descrisă pentru prima dată de Peter Simon Pallas în 1776, presura mică este o specie monotipică. Numele genului Emberiza este din germana veche Embritz, presură, iar numele specific pusilla este latinescul pentru „foarte mic”.